# Kunšperk
Kunšperk este o localitate din comuna Bistrica ob Sotli, Slovenia, cu o populație de 120 de locuitori.